# Albert Barillé
Albert Barillé (ur. 14 lutego 1920 w Warszawie, zm. 5 lutego 2009 w Neuilly-sur-Seine) – francuski producent telewizyjny, scenarzysta, karykaturzysta i założyciel studia filmowego Procidis.
Był twórcą takich seriali animowanych jak Colargol oraz serii Było sobie.... Był również autorem programów medycznych i dokumentalnych, sztuk teatralnych, a także popularyzatorem filozofii.

## Filmografia
- Przygody Misia Colargola (1968–1970) – serial TV
- Colargol na Dzikim Zachodzie (1976)
- Colargol zdobywcą kosmosu (1978)
- Colargol i cudowna walizka (1979)
- Zemsta humanoidów (1983)

### SeriaByło sobie...
- Był sobie człowiek (1978)
- Był sobie kosmos (1982)
- Było sobie życie (1987)
- Były sobie Ameryki (1991)
- Były sobie odkrycia (1994)
- Byli sobie odkrywcy (1996)
- Była sobie Ziemia (2008)